# Église de Dieu en Christ, mennonite
Pour les articles homonymes, voir Église de Dieu.
L'Église de Dieu en Christ mennonite (EDCM) est une association chrétienne évangélique d'églises mennonites. Les quartiers généraux de l’Église de Dieu en Christ (mennonite) sont situés à Moundridge au Kansas.
Le groupe porte ce nom pour des raisons juridiques et pratiques, mais ses membres maintiennent qu'ils ont la même foi que les apôtres et les premiers chrétiens, ayant gardé les croyances de l'Église primitive intactes. Cette Église se voit donc comme l'unique Église de Dieu visible, mais n'exclut cependant nullement qu'il y ait beaucoup de personnes sauvées au dehors de celle-ci, ou encore certaines personnes non sauvées en son sein.
L'Église a adopté ce nom légal depuis le schisme avec l’Église mennonite, au XIXe siècle. Parmi les groupes mennonites germanophones ou anglophones, on les appelle souvent « mennonites holdemans », du nom de Jean Holdeman, un dirigeant impliqué dans son renouveau en Amérique.

## Histoire
Les assemblées de l’Église de Dieu en Christ (mennonite) descendent des anabaptistes, qui furent persécutés à l'époque de la Réforme radicale du XVIe siècle.
En doctrine et en pratique, ils professent avoir la même foi que Jésus et ses apôtres. Ces chrétiens reconnaissent également la foi des vaudois et d’autres groupes hétérodoxes du Moyen Âge comme partie intégrante de leur héritage spirituel. Ils croient que Jésus-Christ a établi une Église visible et véritable, et qu’à travers elle il a préservé sa foi et sa doctrine à travers les âges. Les donatistes, les pauliciens, les bogomiles, les anciens anabaptistes, les albigeois et les vaudois sont souvent cités comme ancêtres dans la vraie foi par les membres de l'Église de Dieu en Christ (mennonite), bien que leurs croyances ne soient pas bien connues et qu'il semble que ces termes désignent parfois des groupes plus ou moins larges selon l'emploi, pas toujours unis en pratique et en doctrine, et parfois peu documentés.
À l’époque où Menno Simons était un prédicateur actif, de nombreux anabaptistes furent appelés "mennonites" par leur détracteurs. Ce sont surtout les anabaptistes de la vallée du Rhin qui prendront ce nom : aux Pays-Bas, en Belgique, au Palatinat, en Alsace et en Suisse. En 1683, des migrants allemands établirent le premier établissement mennonite permanent en Amérique à Germantown, en Pennsylvanie, aux États-Unis. Au milieu du XIXe siècle, certains mennonites américains crurent voir un déclin spirituel au sein de leur Église. Voyant une dérive de la doctrine pure, ils cherchèrent à « combattre pour la foi qui a été donnée une fois aux saints » (Jude 3). Parmi ceux-ci se trouvait Jean Holdeman (1832-1900), né dans l’Ohio de parents mennonites. Jean Holdeman devint à la fois un prédicateur et un réformateur.
Voici certains des principaux domaines où il sentait un besoin de réforme :
- Le baptême sans évidence suffisante d’une nouvelle naissance;
- Une instruction spirituelle insuffisante chez les enfants;
- Le laxisme de l’Église mennonite à propos de l’excommunication.

Jean Holdeman et d’autres chrétiens commencèrent à se réunir séparément de l'Église mennonite établie en avril 1859 et fondèrent l’Église de Dieu en Christ mennonite en Ohio. Holdeman fut un écrivain prolifique et voyagea beaucoup aux États-Unis comme au Canada, établissant de nouvelles assemblées dans ces deux pays. Il y eut relativement peu de mennonites et d’amish qui se joignirent à l’Église jusqu’à l’arrivée de nouveaux immigrants venus de Prusse, s’établissant au Kansas en 1875.
En 1878, Holdeman baptisa 78 membres de ce groupe. En 1881, il baptisa 118 mennonites de la dénomination « Kleine Gemeinde » (petite Église, en allemand) au Manitoba. Ceux-ci étaient venus de Russie. Pierre Toews, le dirigeant de l’assemblée « Kleine Gemeinde », se joignit aussi à l’Église de Dieu en Christ, mennonite. Cette Église vit une croissance constante au cours de la vie de Jean Holdeman, passant d’une poignée de membres à 750. Cette croissance resta stable jusque dans les années 1970.
À la fin des années 1970, l'Église passa par des bouleversements causés par un affaiblissement général de la spiritualité, mais elle recommença sa croissance vers 1980. De nombreuses nouvelles assemblées furent implantées dans diverses parties de l’Amérique du Nord, ainsi que dans plusieurs pays d’Amérique latine, des Caraïbes, d’Afrique et d’Asie. Aujourd'hui, l'Europe reste le continent le moins touché par cette Église, où l’on ne trouve des membres de l’EDCM, que dans cinq pays : l’Ukraine, la Russie, le Royaume-Uni, la Belgique et la France.
En 2016, elle comptait environ 27 000 membres dans le monde.

## Croyances
L'Église de Dieu en Christ (mennonite) semble très attachée à son héritage doctrinal mennonite. La simplicité et la modestie fondent l’idéal de ses membres en toutes choses : dans la tenue vestimentaire, la demeure et les possessions personnelles. Les hommes portent la barbe, et les femmes portent un voile partiel, appelé voile de prière. Le baptême est pratiqué en versant de l’eau sur la tête du croyant ; la sainte cène n’est ouverte qu’aux membres, et on y consomme le pain et un jus de raisins non alcoolisé ; lors de cette cérémonie, les ministres (pasteurs) lavent les pieds des hommes, alors que leurs épouses lavent ceux des femmes. La non-résistance est une pratique fortement ancrée parmi eux, que ce soit entre individus, devant la loi, ou concernant la guerre entre diverses nations. Les mennonites « holdeman » ne votent pas et ne s’engagent ni dans l’armée ni dans les forces de police. En rejetant l’idée que Jésus ait une filiation biologique avec Marie, la christologie de cette Église est plus proche des enseignements de Menno Simons et de Melchior Hoffman que tout autre groupe mennonite.
Les membres de ce groupe croient qu’il est possible de perdre son salut, et lorsqu’une personne quitte cette Église ou est excommuniée, généralement c’est qu’elle a perdu son salut avant cela. Toutefois ils croient qu’il y a beaucoup de chrétiens sauvés qui ne font pas partie de leur Église. L'excommunication de l’Église de Dieu en Christ (mennonite) est le seul moyen accepté de la quitter.
Il y a eu quelques cas d’annulation de baptême, c’est-à-dire qu’on a considéré que le baptême était nul parce que l’intéressé avait avoué n’être pas né de nouveau avant de demander le baptême, et aurait « fabriqué » l’histoire de sa conversion. Ces cas sont extrêmement rares. Les chrétiens membres de l'EDCM pratiquent l’évitement des membres excommuniés, selon leur interprétation de la Bible. Ils ne mangent généralement pas en compagnie de membres excommuniés, ni ne leur serrent la main, et ne s’engagent pas conjointement en affaires (partenariat).
Ils décrivent la nouvelle naissance comme suit : elle comprend « la foi en Jésus Christ, notre Sauveur, le repentir, la confession de nos péchés tout en nous détournant de ceux-ci, ce qui résulte en un changement radical dans notre vie, passant de l’état de pécheur à celui de serviteur de Christ ». Certaines croyances particulières à ce groupe sont la non-conformité au monde (au siècle présent), ce qui inclut qu’à part les chants a capella, on n’écoute pas de musique, qu’on n’ait pas de télévision chez soi, qu’on n’aille pas au cinéma, qu’on ne s'adonne pas excessivement à des activités récréatives, et qu’on suive un code vestimentaire non-écrit qui est plus remarquable chez les femmes que chez les hommes. Pour celles-ci cela implique de porter une robe simple, et un voile pour la prière, comme mentionné plus haut, mais pas de bijoux. Les hommes ne portent pas de vêtements « décoratifs » comme la cravate. Leur tenue s’apparente à celle des hommes de la majorité des cultures chrétiennes conservatrices. Les membres de cette Église modèlent leur vie selon leurs croyances, cherchant à vivre de manière intègre dans leurs relations personnelles et dans les affaires, ne s’immiscent pas dans la vie politique, ne prenant aucune part au gouvernement, aimant leurs voisins, cherchant à pratiquer l’évitement des excommuniés avec amour, invitant les pécheurs à la repentance, en mettant l’accent sur le bénévolat.
Les assemblées se réunissent chaque dimanche matin pour l’école du dimanche et pour l’adoration. Chaque assemblée a un horaire indépendant pour les autres cultes concernant l’enseignement des néophytes, l’édification, la communion, l’étude biblique et les soirées de chant. La majorité des assemblées organisent aussi des cours d’été d’instruction biblique pendant les vacances scolaires, ce qui attire les enfants de nombreux voisins.
Les ministres (pasteurs) sont élus au sein de chaque assemblée ; ils n’ont besoin d’aucune qualification théologique. Il y a deux positions au sein de la direction de l’Église ; seuls les hommes y sont éligibles.
Les ministres et les diacres de chaque assemblée sont choisis par les membres de l’assemblée dont ils sont issus.
L’assemblée répond par un vote à main levée. Si la réponse est positive de la part d’une majorité claire de l’assemblée, on passe à un vote à bulletin secret. Il y a un bulletin par membre et aucune procédure de nomination. Les bulletins sont dépouillés par des ministres ou des diacres déjà en poste, et s’il y a là encore une majorité claire en faveur d’une même personne, ce frère est élu, soit au ministère soit au diaconat. Il n’y a pas de ministres salariés, chacun pourvoit pour sa famille, à moins d’être missionnaire dans un pays étranger. S’il se trouve en besoin à cause de son emploi du temps chargé (de nombreux voyages dans d’autres assemblées pour y prêcher, ainsi que de nombreuses obligations chez soi), le diacre a la responsabilité de l’aider grâce aux fonds de l’assemblée. Chaque membre peut bien-sûr offrir un don anonyme au ministre ou au diacre quand il en sent le besoin. Mais les mennonites cherchent à éviter que le ministre soit trop déconnecté de la vie de ses ouailles et aussi ne veulent pas que leurs dirigeants prêchent en fonction de ce que leur assemblée veut entendre, de peur de perdre un soutien financier, mais qu’ils prêchent selon l’inspiration de Dieu. Les ministres n’utilisent que rarement des notes préparées à l’avance pour leurs sermons, préférant un discours impromptu.
Les mennonites dits « holdeman » se réunissent dans des bâtiments à l’architecture simple et n’utilisent pas d’instruments de musique. Ils chantent a cappella en harmonie à quatre voix. Ils pratiquent aussi le "saint baiser de paix".
Une Conférence Générale, constituée des ministres, des diacres et de tous les membres qui peuvent se déplacer, se réunit tous les sept ans environ (ou selon le besoin). C’est au cours de celles-ci que les grandes questions doctrinales et spirituelles sont discutées. Lorsqu’une décision est prise, qu’elle soit d’ordre administratif ou doctrinal, elle doit être approuvée par la grande majorité de tous les membres présents, qui sont majoritairement des « laïcs ».
La Conférence Générale est habituellement tenue en Amérique du Nord, bien que si une autre région du monde venait à héberger un plus grand nombre de membres de l'Église, ce serait dans cette région là que la Conférence Générale se tiendrait. Ces conférences atteignent depuis quelques années des chiffres excédant les 10 000 participants (près de 11 000 en novembre 2015). Il y a aussi des conférences plus locales dans d'autres parties du monde : en Haïti, au Mexique, au Nigeria (membres du Nigeria et du Bénin), en Afrique de l'Ouest (les membres du Burkina Faso, du Togo, de Côte d'Ivoire et du Ghana se réunissant le plus souvent au Ghana), au Kenya, au Malawi (avec les membres du Mozambique et du Zimbabwe), aux Philippines, et dans d'autres pays.
Une réunion annuelle est également organisée pour permettre à tous les comités et à chaque branche d’activité de l’Église de rendre compte de leurs activités au cours de l’année précédente et de mieux définir les défis, les enjeux et les buts pour l’année à venir. Il y a aussi souvent une réunion des ministres et diacres, qui peuvent être fermée aux « laïcs » à cause des questions urgentes et sensibles qui y sont traitées. Cependant, il y aura en ce cas un rapport publié au sujet de cette réunion dans les mois qui suivent.
Presque toutes les assemblées ont leur propre école privée. La majorité des enseignants est constituée de femmes célibataires de plus de dix-huit ans. Il y a aussi des hommes célibataires et des personnes mariées. Ces enseignants ont suivi un cours de base au sujet de la méthodologie d’enseignement. Leur éducation varie : la plupart ont un diplôme de fin d’études secondaires souvent obtenu par correspondance ou simplement leur éducation de base reçue dans ces mêmes écoles. Rares sont ceux qui ont un diplôme universitaire en la matière. Les critères principaux pour devenir enseignant(e) sont d’être un chrétien [mennonite] solidement ancré dans la foi et d’avoir un savoir-faire raisonnable pour prendre en charge une certaine classe et enseigner les matières de base. L’éligibilité est déterminée par un ministre et par la commission scolaire locale de l’école privée où la candidature a été déposée.
La méthode d’éducation des enfants des membres varie selon la situation juridique de chaque pays où cette Église est implantée, et selon la taille des assemblées. Aux États-Unis et au Canada, les écoles privées paroissiales n’offrent des cours que jusqu’à la fin de l’âge scolaire obligatoire, ce qui varie d’une province à l’autre et d’un État à l’autre (15–16 ans environ). Après quoi, si les jeunes n’ont pas de travail auprès de leur famille ou d’un autre membre de l’assemblée par exemple, ils continuent souvent leurs études jusqu’à la fin du secondaire ou tout au moins obtiennent un certificat d’équivalence. Peu sont ceux qui continuent leurs études à l’université, ne faisant ceci qu'après avoir cherché conseil auprès des dirigeants, pour évaluer s’ils ont une bonne raison de le faire, et s’ils sont assez solides spirituellement pour faire face à un monde complètement différent, où on enseigne des notions en sciences et en philosophie diamétralement opposées à leurs croyances, et où les valeurs morales sont loin d’être basées sur la Bible.
Leurs écoles privées participent aux examens gouvernementaux chaque année si la législation le demande, démontrant un niveau habituellement supérieur à ceux des écoles publiques, surtout dans les matières de base. Ces écoles, dont les cours sont basés sur l’interprétation anabaptiste de la Bible, accueillent aussi quelques enfants de non-membres, à certaines conditions dont: un bon comportement des enfants, une tenue vestimentaire peu voyante et décente et l’absence de la télévision à la maison.
Dans certains pays, les enfants des membres de l’Église sont inscrits dans les petites écoles communales locales. Dans ces pays, les mennonites ne sont pas encore assez nombreux pour avoir leurs propres écoles et fréquentent les établissements d'État parce que les valeurs enseignées dans ces pays ne s'opposent pas aussi violemment à la Bible que dans la plupart des pays Occidentaux.

## Publication

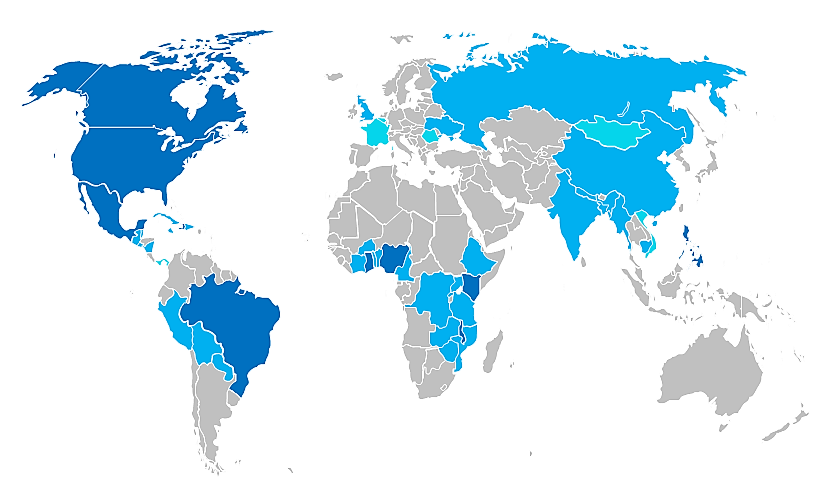
Pays en bleu foncé: Église établie, assemblées partout au pays, dirigeants élus localement. Pays en bleu clair: présence missionnaire forte, petites assemblées autonomes, peu de membres. Pays en bleu pâle: présence ponctuelle ou très restreinte de missionnaires ou autres membres de l'Église.

Le Messager de Vérité (Messenger of Truth en anglais), organe officiel de cette Église, dont la première parution remonte au tout début du XXe siècle, est un journal bimensuel auquel tous les membres peuvent contribuer.

## Statistiques
Hors d’Amérique du Nord, cette Église est implantée sur tous les continents, mais dans des mesures différentes. Les plus fortes concentrations sont en Haïti, au Belize, au Malawi, au Mexique, au Nigeria et au Togo.
Au 1er janvier 2023, il y a avaient 18 199 membres aux États-Unis, 5 944 au Canada, 844 en Haïti et 27 739 à l’échelle mondiale.
L'EDCM était implantée dans 42 pays du monde à cette même date. Dans le monde francophone cela inclut le Québec, Haïti, le Bénin, le Togo, le Burkina Faso, la RDC, et la Côte d'Ivoire. Il y a des missionnaires de l'EDCM en France, au Cameroun, au Rwanda, au Burundi, au Cambodge et à Dominique, mais ces pays ne comptent que quelques membres, aucune assemblée organisée jusqu’à présent.
En Amérique du Nord, la majorité des membres descendent surtout de trois branches mennonites venues d’Europe : les Suisse-Allemands dont Jean Holdeman faisait partie, les habitants du Kansas venus de Prusse, et les mennonites russes (en) et ukrainiens, descendants de mennonites allemands ou hollandais et établis par la suite dans l’Ouest canadien ou encore d'origine Amish. Cependant, dans certaines régions comme le Québec, le Nouveau-Brunswick, l’État de New York, le Nouveau-Mexique, la Nouvelle-Écosse et l’est de l’Ontario, on trouve souvent une proportion élevée de croyants ayant rejoint l’Église dans les dernières années, qui ne partage pas la même origine que la plupart des membres d’Amérique du Nord. À mesure que les membres issus des autres parties du monde prennent de l’importance au sein de l’Église de Dieu en Christ (mennonite), l’influence culturelle des « mennonites holdemans de souche » s’estompe.